# Pečanica
Pečanica es un pueblo ubicado en el municipio de Veliko Gradište, en el distrito de Braničevo, Serbia.

## Superficie
Posee una superficie de 12,22 kilómetros cuadrados.

## Demografía
Hasta 2011 la población era de 328 habitantes, con una densidad de población de 26,83 habitantes por kilómetro cuadrado.